# Tabanus ruficoloratus
Tabanus ruficoloratus är en tvåvingeart som beskrevs av Philip 1960. Tabanus ruficoloratus ingår i släktet Tabanus och familjen bromsar. Inga underarter finns listade i Catalogue of Life.